# 果無山脈
果無山脈（はてなしさんみゃく）は、和歌山県と奈良県の県境沿いに位置する山脈。最高地点は冷水山（1262メートル）。和歌山県側の一部は果無山脈県立自然公園に指定されている。

## 概要
果無山脈は、紀伊半島の中央部に位置する。広義には、田辺市から北東に向かい西牟婁郡と日高郡の境の虎ヶ峯山脈の山々（行者山、三里ヶ峰など）を含むが、一般には笠塔山より東に転じ、和田ノ森から、安堵山を経て、東端で熊野川まで東西18kmにわたって列なる山脈をいい、古くは大和国と紀伊国の国境であった。また、この間、熊野川・日置川・富田川・日高川の4つの分水嶺を分け、地質は中生代日高川層群丹生川層に属する。
果無山脈の山々は、最高地点でも1000mをわずかに超える程度である。そうした山々に果無という名が生じたのは、江戸時代の地誌『日本輿地通誌』に「谷幽かにして嶺遠し、因りて無果という」と説かれたように、行けども行けども果てなく山道が続く様子からであると言われている。ただ、地元の民俗伝承は果無の名を地理的な特徴ではなく、この地方に伝わる一本だたらの怪異譚によるものとしている。それによれば、果無山脈にはある怪物が棲んでいた。その怪物はハテ（年末20日過ぎ）になると現れ、旅人を喰ったことから、峠越えをする者がなくなった（ナシ）という。ここからハテナシの名がついたという。
果無山脈の尾根道は山頂平坦面が直線的に続き、比較的歩行が容易であったことから、果無山脈伝いに龍神方面（田辺市龍神村）および日高郡からの往来があったという。この道を龍神街道 果無越といい、龍神方面と吉野・熊野および高野山とを果無峠および本宮（田辺市本宮町）を経由して結び、修験者や大峯参りの人々が行き交ったと伝えられ、近代になっても大正時代頃までは生活道として利用されつづけた。
また、果無山脈東端の鞍部である果無峠は、熊野参詣道小辺路の一部であるとともに、十津川（奈良県吉野郡）と本宮を結ぶ生活の道であった。1921年（大正10年）に新宮と折立を結ぶプロペラ船が就航してからは、通行人が減ってゆき、昭和30年代の電源開発とともに五條からの国道168号線が本宮町まで開通したことで、果無峠は生活道としての役割を終えた。
登山道としては、田辺市龍神村の小森集落から和田ノ森を経て、果無峠に至る、東果無縦走路が一般的で、1971年（昭和46年）の黒潮国体における登山部門のコースとして整備されたが、以後の利用に乏しく深いブッシュが再生している部分がある。

## 主要な峰
- 和田ノ森（1049メートル）
- 安堵山（1184メートル）
  - この山の名は、後醍醐天皇の王子・護良親王が、元弘の変の際、鎌倉幕府の追討を逃れて十津川村方面へ向かっている時、「ここまで来ればもう追手もないだろう」と安心したという故事にちなむ。
- 冷水山（1262メートル）
  - 果無山脈の最高地点。一等三角点あり。
- 公門ノ崩
- ブナ平
- 石地力山（1140メートル）
- 百前森山（783メートル）
- 果無峠（1070メートル）
  - 熊野参詣道小辺路の一部。小辺路の果無峠越えの道沿いには、西国三十三所の観音の像を、十津川・新宮・本宮の信者たちが1922年（大正11年）からに1923年 （大正12年）にかけて寄進・造立したもの[9]が立ち並んでおり、果無峠には第十七番の千手観音像（音羽山清水寺）のほか、半壊した宝篋印塔がある[10]。

## 関西電力の風力発電計画
2005年1月、関西電力は果無山脈に風力発電のための風車を建設する計画を発表した。紀伊民報の報じた計画によれば、予定地は和田ノ森から安堵山にかけての尾根で、高さ約100mの風車を7～14基を建設し、総延長は14基なら4.5kmにもなる。果無山脈は遺産にも緩衝地帯にもあたらないが、熊野古道から容易に眺望しうるため景観に悪影響を与える恐れがあるだけでなく、近隣の河川（熊野川、日置川、富田川、日高川）の分水嶺となっているため、工事にともなう伐採や作業道の開削を行った場合、貴重な照葉樹林の損失、山地の保水力の低減、河川の水質悪化などの影響が懸念されており、地元でも意見が分かれている。